# Sistema abierto (informática)

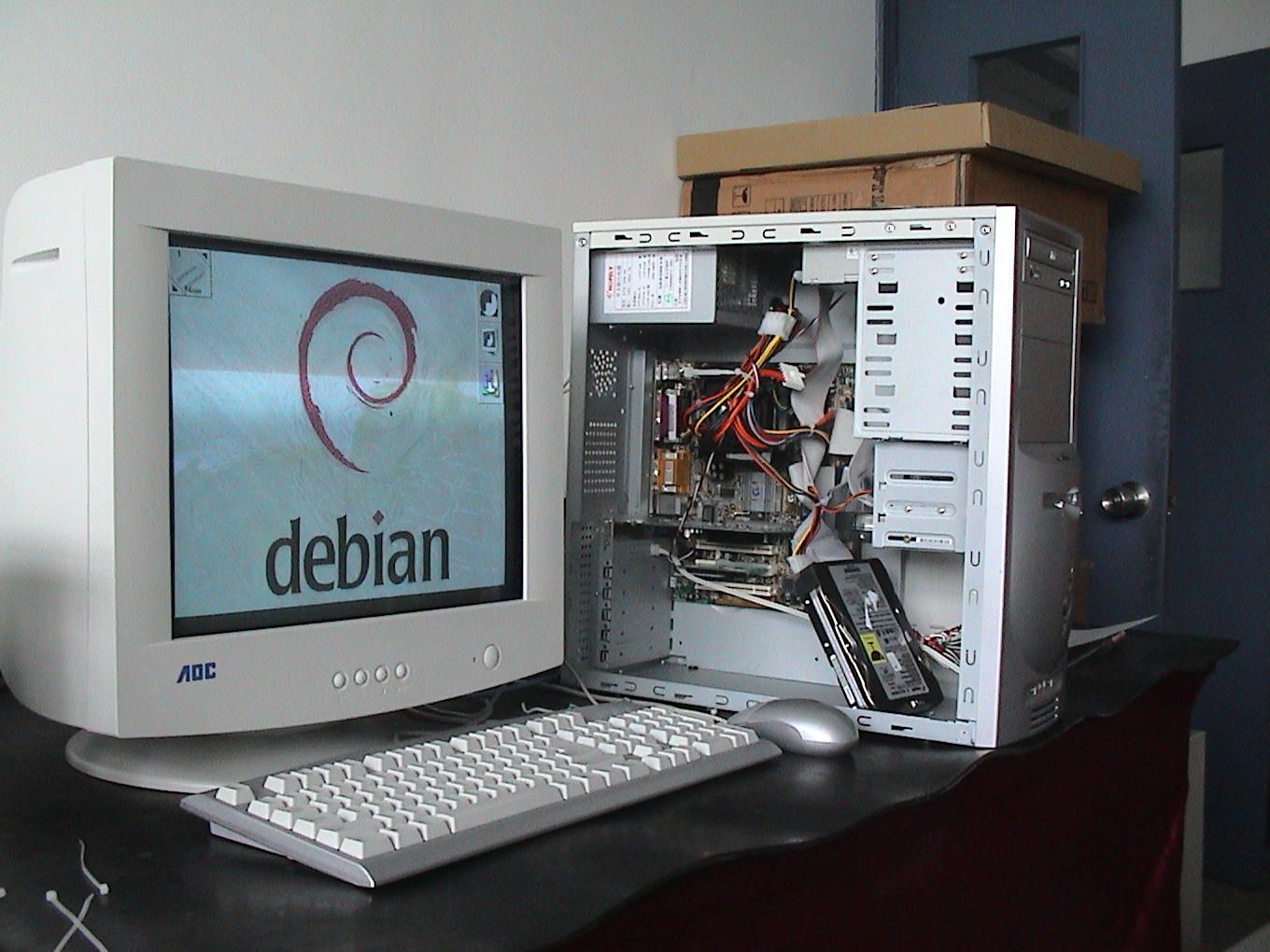
Un microcomputador usando Debian, un sistema operativo de código abierto.

El sistema abierto (en inglés Open System) es aquel que proporciona alguna combinación de interoperabilidad, portabilidad y uso de estándares abiertos. También puede referirse a los sistemas configurados para permitir el acceso sin restricciones por parte de personas y otros sistemas, si bien este artículo solo discute la primera acepción.
El término surgió a finales de los años 1970 y principios de los 1980, principalmente para describir los sistemas basados en Unix, especialmente en contraste con los más afianzados mainframes y minicomputadoras de la época. A diferencia de los antiguos sistemas heredados, la nueva generación de sistemas Unix incluía unas interfaces de programación e interconexiones periféricas estandarizadas, animándose así al desarrollo de hardware y software por parte de terceros, una importante divergencia respecto a la norma de época, que vio a compañías como Amdahl e Hitachi reclamando ante la justicia el derecho a vender sistemas y periféricos compatibles con los mainframes de IBM.
Se dice que la definición de «sistema abierto» se hizo más formal en los años 1990 con el auge de los estándares de software administrados independientemente como la Single UNIX Specification de The Open Group.
Aunque los usuarios actuales están habituados a cierto grado de interoperatibilidad hardware y software, antes del año 2000 los sistemas abiertos fueron promocionados por los vendedores de Unix como una importante ventaja competitiva. IBM y otras compañías se resistieron a esta tendencia durante décadas, algo que puede ejemplificarse por el ya famoso aviso de un ejecutivo de IBM en 1991 sobre que uno debía «tener cuidado con quedar encerrado en los sistemas abiertos».
Sin embargo, a principios del siglo XXI muchos de estos mismos vendedores de sistemas heredados, particularmente IBM y Hewlett-Packard, comenzaron a adoptar Linux como parte de su estrategia de ventas global, comercializando el «código abierto» como triunfo sobre el «sistema abierto». De esta forma un mainframe IBM con el sistema operativo Linux se comercializa como un sistema más abierto que servidores usando Microsoft Windows (código cerrado) e incluso que los que usan Linux, a pesar de un origen como sistema abierto. Como respuesta, más compañías están abriendo el código fuente de sus productos, siendo un ejemplo notable Sun Microsystems y su creación de los proyectos Openoffice.org y OpenSolaris a partir de sus productos de código cerrado Star Office y Solaris.